# Rem als Jocs Olímpics d'estiu de 1920 - Doble scull masculí
La prova del doble scull fou una de les cinc que es disputaren als Jocs Olímpics d'Anvers de 1920 i que formaven part del programa de rem. La prova es va disputar entre el 27 i el 29 d'agost de 1920, amb la presència de 10 remers, procedents de 5 països diferents.

## Medallistes
| Or                                      | Plata                               | Bronze                           |
| Estats Units Jack Kelly · Paul Costello | ItàliaErminio Dones · Pietro Annoni | França Alfred Plé · Gaston Giran |

## Resultats

### Sèries
Es disputaren el 27 d'agost. El vencedor passava a la final.
| Pos. | Nació   | Remer                          | Temps  |
| ---- | ------- | ------------------------------ | ------ |
| 1    | Itàlia  | Erminio Dones Pietro Annoni    | 7'25"4 |
| 2    | Bèlgica | Émile Sadzawska Georges Léonet | 7'34"8 |

| Pos. | Nació  | Remer                   | Temps  |
| ---- | ------ | ----------------------- | ------ |
| 1    | França | Alfred Plé Gaston Giran | 7'26"0 |

| Pos. | Nació         | Remer                      | Temps  |
| ---- | ------------- | -------------------------- | ------ |
| 1    | Estats Units  | Jack Kelly Paul Costello   | 7'16"8 |
| 2    | Països Baixos | Bastiaan Veth Koos de Haas | 7'24"8 |

### Final
Es disputà el 29 d'agost.
| Pos. | Nació        | Remer                       | Temps  |
| ---- | ------------ | --------------------------- | ------ |
| 1    | Estats Units | Jack Kelly Paul Costello    | 7'09"0 |
| 2    | Itàlia       | Erminio Dones Pietro Annoni | 7'19"0 |
| 3    | França       | Alfred Plé Gaston Giran     | 7'21"0 |